# 坎帕尼萊峰
46°13′56″N 9°14′44″E / 46.23222°N 9.24556°E
坎帕尼萊峰（義大利語：Pizzo Campanile），是歐洲的山峰，位於瑞士和意大利接壤的邊境，由倫巴第大區和格勞賓登州負責管轄，屬於勒蓬廷阿爾卑斯山脈的一部分，海拔高度2,458米。

## 外部連結

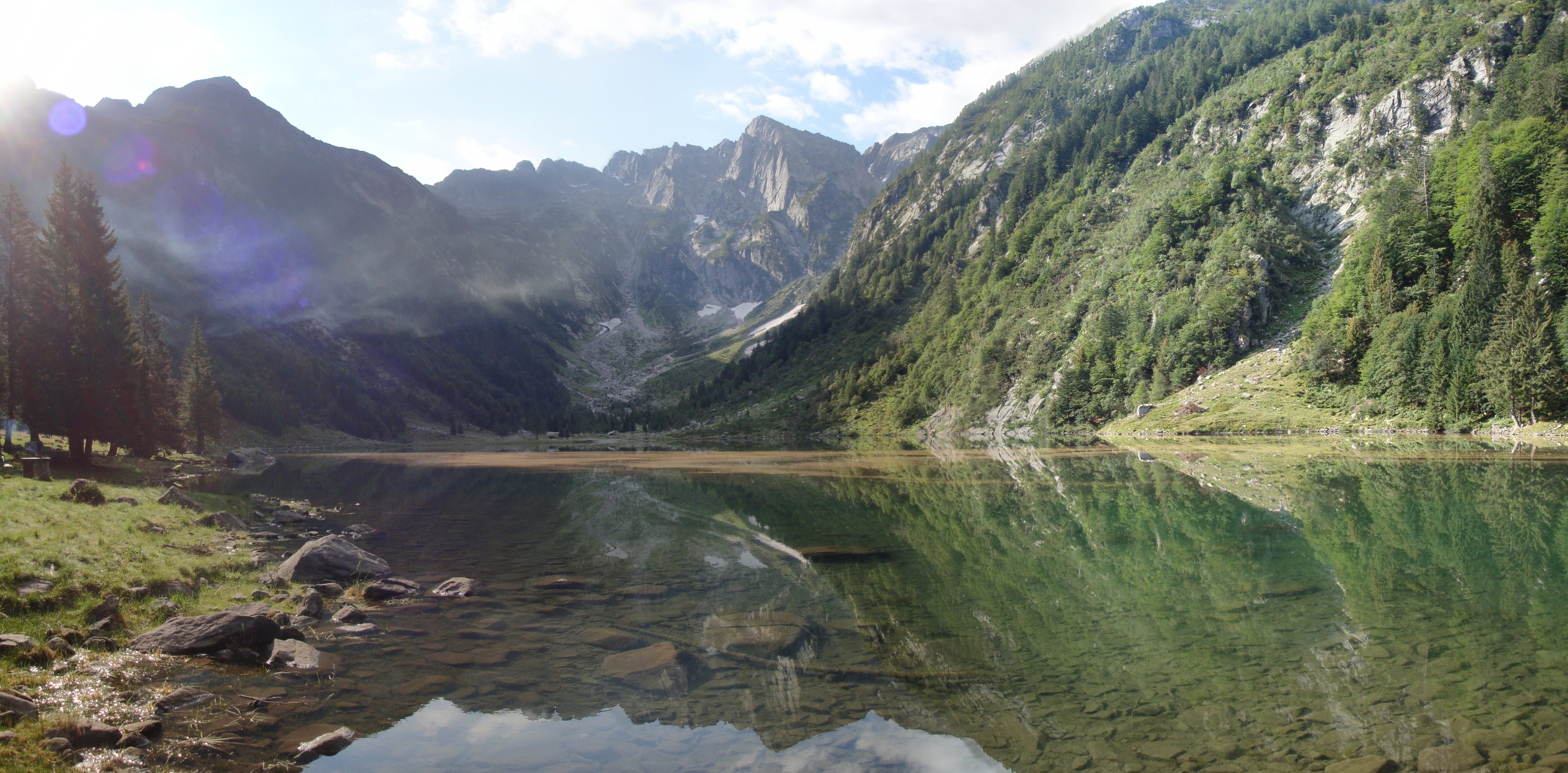

- Pizzo Campanile on Hikr（页面存档备份，存于）